# Hittisau
Die Gemeinde Hittisau mit 2108 Einwohnern (Stand 1. Jänner 2024) liegt in der Region Vorderer Bregenzerwald, und somit im Vorarlberger Bezirk Bregenz.

## Geografie

### Geografische Lage

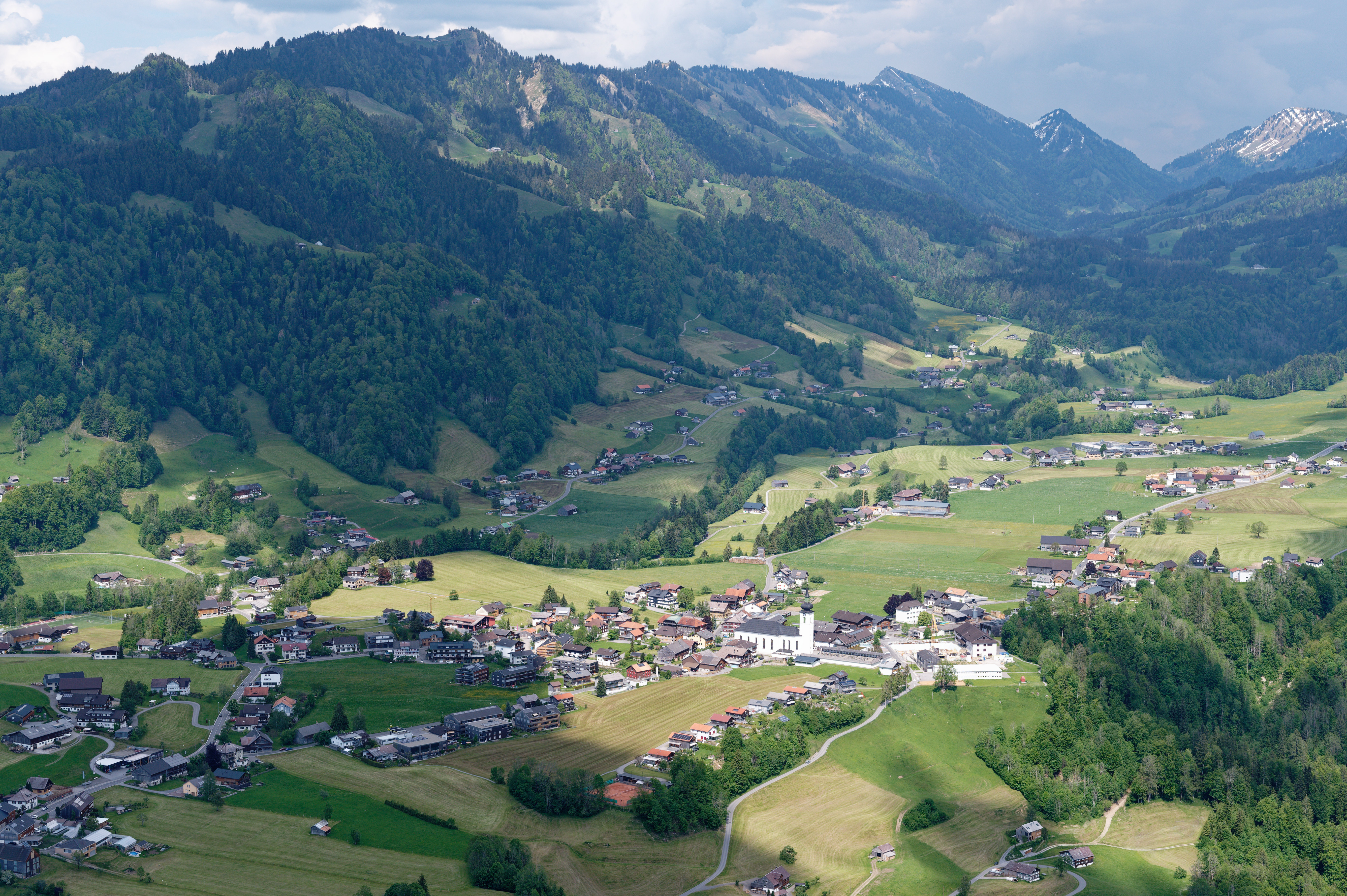
Luftbild von Hittisau aus dem Juni 2021

Das Gemeindegebiet befindet sich im Osten des Bregenzerwaldes (Bregenzerwald in Skizze rot eingezeichnet). Hittisau liegt inmitten einer Dreitälerschlucht. Die Landschaft wird von Wäldern, Naturdenkmälern und zahlreichen Gewässern geprägt. Hittisau ist Mitglied des deutsch-österreichischen Gemeinschaftsprojekts Naturpark Nagelfluhkette.

### Berglandschaft
Die bedeutendsten Berge im Hittisauer Gemeindegebiet gehören zur Hochgratkette, darunter auch der westlichste Berg dieser Kette, der Hochhäderich (1565 m ü. A.). Weitere bedeutende Berge sind der Rotenberg, der Koppachstein sowie der Hittisberg. Der tiefste Punkt des Gemeindegebiets befindet sich mit 640 m ü. A. im Scheidbachtobel, die höchste Erhebung stellt die Spitze des Feuerstätterkopfs dar.

### Gemeindegliederung
Das Gemeindegebiet umfasst folgende zwei Ortschaften (in Klammern Einwohnerzahl Stand 1. Jänner 2024):
- Bolgenach (454)
- Hittisau (1654)

Die Gemeinde besteht aus den Katastralgemeinden Bolgenach und Hittisau.

### Nachbargemeinden
Die Gemeinde Hittisau grenzt an sechs österreichische Gemeinden des Bezirkes Bregenz und zwei deutsche Gemeinden im bayrischen Landkreis Oberallgäu.
| Krumbach           | Riefensberg                                 | Oberstaufen   |
| Langenegg Lingenau | Kompassrose, die auf Nachbargemeinden zeigt | Balderschwang |
| Egg                | Sibratsgfäll                                |               |

## Geschichte
Seit der ersten Jahrtausendwende erfolgen Erschließung, Rodung und Urbarmachung des Bregenzerwaldes, veranlasst durch die ehemaligen Grafen von Bregenz und das Kloster Mehrerau.
Die erste urkundliche Erwähnung von Hittisau erfolgte 1249 als Hittinsowe in der Lyoner Urkunde von Papst Innozenz IV.
Im 19. Jahrhundert wurde eine erdige Eisenquelle in Hinteregg unter anderem zur Behandlung von Augenkrankheiten genutzt. In Korlen war eine alkalische-erdige Heilquelle in Verwendung. Von 1902 bis 1983 hatte Hittisau zusammen mit Lingenau einen Bahnhof an der Bregenzerwaldbahn.
- Siehe auch: Lawinenkatastrophe von 1954 in Vorarlberg

## Kultur und Sehenswürdigkeiten

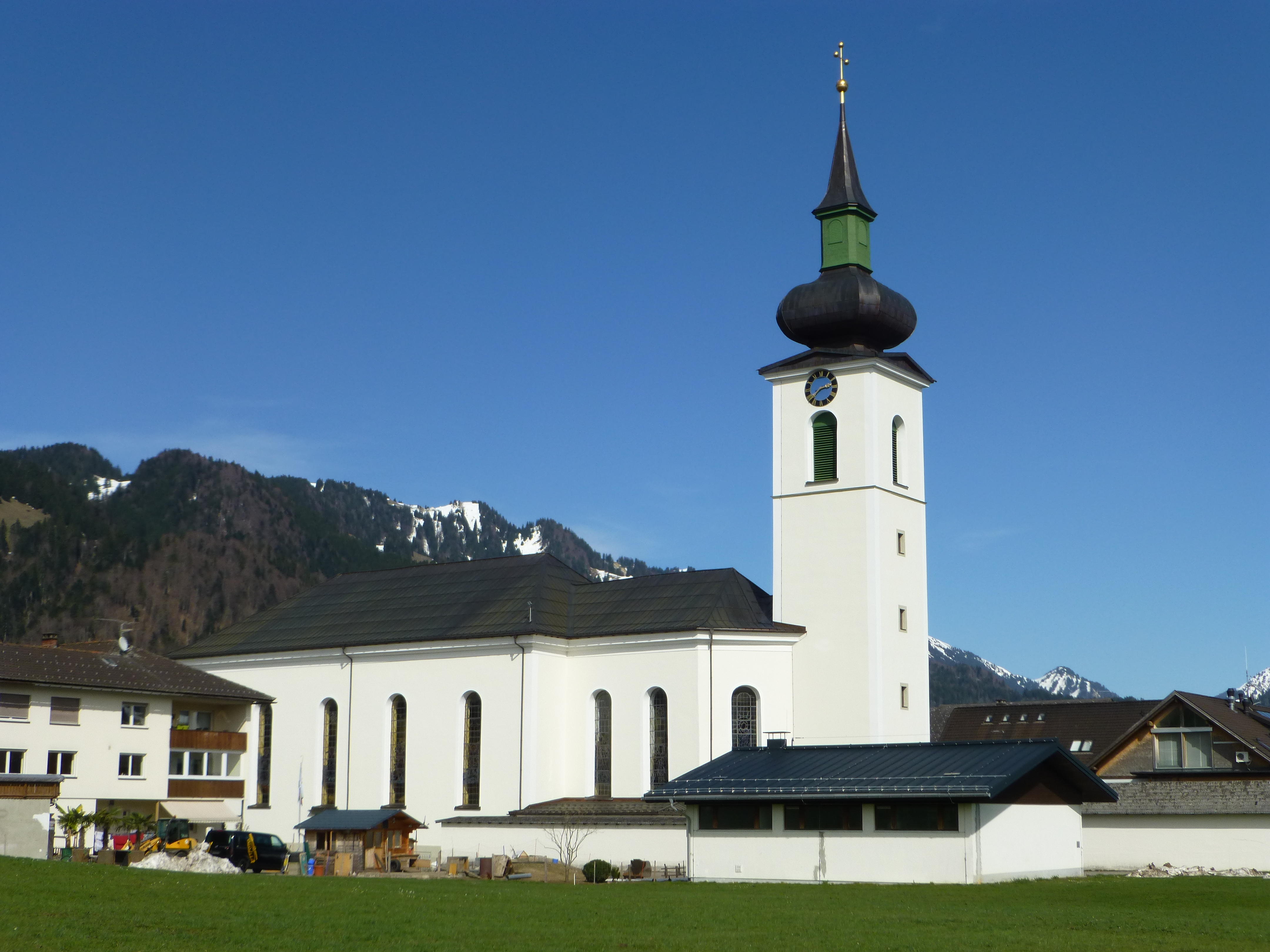
Pfarrkirche Hl. Drei Könige

### Pfarrkirche und Kapellen
- Dreikönigskirche in Hittisau

Bereits im Jahre 1510 berichten die Chroniken über eine erste Pfarrkirche in Hittisau, das 1580 zur eigenen Pfarrei erhoben wurde.
Nachdem die alte Kirche trotz zweimaliger Verlängerung zu klein geworden war, bauten die Hittisauer nach den Plänen des heimischen Baumeisters Johann Peter Bilgeri (1802–1849) in den Jahren 1843 bis 1845 die heutige Pfarrkirche mit Unterstützung durch die Bevölkerung.
In der im klassizistischen Stil erbauten Saalkirche finden sich die historische Orgel (1868) des Orgelbaumeisters Alois Schönach (1811–1899) und ein großes Deckengemälde des Münchner Akademieprofessors Waldemar Kolmsperger, das Jüngste Gericht darstellend, in dem auch Winston Churchill seinen Platz in der (Vor-)Hölle gefunden hat (1941).
Im Gegensatz zur landesüblichen Ausrichtung der Kirchen, in denen Turm und Altarraum gegen Osten weisen, steht die Hittisauer Kirche in Anpassung an das Gelände in Nord/Süd-Lage. Bauherr war Johann Konrad Bechter (Hittisauer Vorsteher und einer der größten Bauern und Alpbesitzer im Bregenzerwald) der im Jahre 1838 den Neubau der „Krone“ errichten ließ, nicht zuletzt in der Absicht, damit die Einsetzung eines Landesgerichtes in Hittisau zu fördern.
Die bunten Glasfenster der Kirche in Nazarenerstil stammen aus der Mitte des 19. Jahrhunderts, die Apostelplastiken sind das Werk von Franz Schmalzl aus Gröden. Die Kreuzwegstationen, die Christian Moosbrugger um 1950 schuf, schnitzte er negativ ins helle, ungefasste Holz.
- Kapelle in Gfäll
- Mariä-Heimsuchung-Kapelle in Höfle
- Antoniuskapelle im Leckner Tal
- Michaelskapelle im Weiler Reute
- Mariä-Himmelfahrt-Kapelle in Sippersegg (Rundbau von 1953)

### Gemeindesaal
Der Ritter-von-Bergmann-Saal ist der Veranstaltungsort der Gemeinde, benannt nach Josef von Bergmann.

### Werkraum Bregenzerwald
In Hittisau zeigt sich der Werk- und Baustoff Holz in vielerlei Erscheinungsformen. In einer ununterbrochenen regionalen Wertschöpfungskette wird das heimische Holz bearbeitet. So ist Holz in den Alltag des Dorfes eingebettet: als wichtigstes Element in der Architektur, in Sägewerksbetrieben, alten Holzbrücken (bemerkenswert ist die Gschwendtobel-Brücke, eine gedeckte Holzbrücke zwischen Lingenau und dem Egger Ortsteil Großdorf, die auf Alois Negrelli, den Planer des Sueskanals zurückgeht), dem Biomasseheizwerk, besonderen Handwerksbetrieben, wie z. B. Peter Lässer, dem einzigen gewerblichen Küfermeister weitum, oder im alten Baumbestand.
Es sind innovative Privathäuser oder renovierte und adaptierte Wohnbauten ebenso wie das Hittisauer Feuerwehr- und Kulturhaus, in dem auch das einzige österreichische Frauenmuseum seinen Sitz hat, zu sehen.

### Frauenmuseum Hittisau

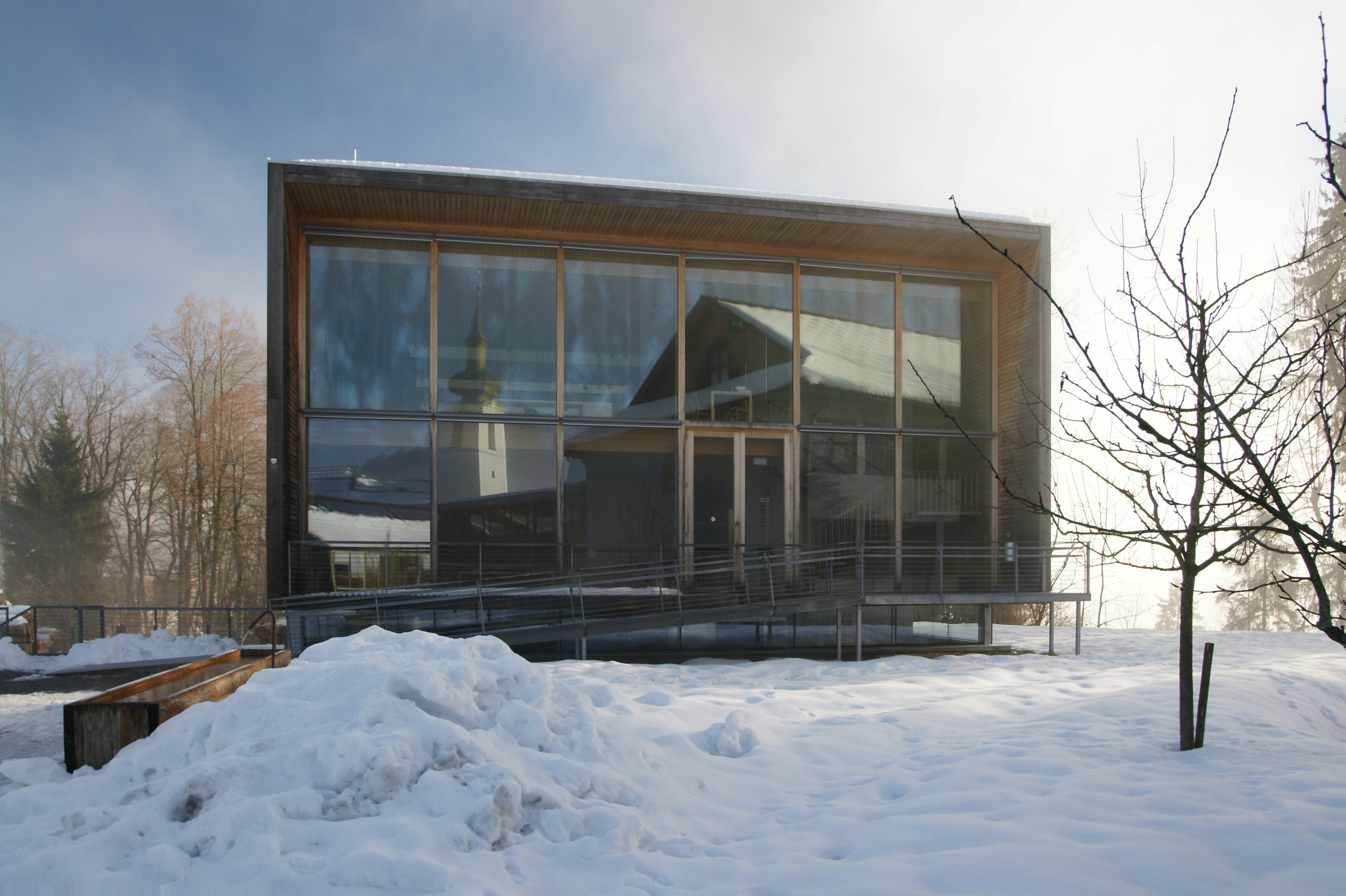
Frauenmuseum Hittisau

Das Frauenmuseum Hittisau, das erste in Österreich, hat es sich zur Aufgabe gemacht, das kulturelle Schaffen von Frauen sichtbar zu machen. Es gibt Kulturveranstaltungen, Vorträge und Projekte in und mit anderen Institutionen. Es entstand im Jahr 2000 durch eine Initiative von Frauen, unter der Führung der gebürtigen Hittisauer und Museumskuratorin Elisabeth Stöckler, die es bis 2009 leitete.

### Hittisauer Wasser-Wanderweg
Dieser Weg führt u. a. auch durch die Engenlochschlucht, in der hinter einer Hängebrücke ein originalgetreues Modell eines Sägewerks die Funktionsweise eines nahen echten Sägewerks näherbringt. Der Wanderweg bringt mittels zahlreichen Informationstafeln Einblick in die Wasserwirtschaft. Er ist zugleich Teil des Hittisauer Rundwegs und kann mit diesem verbunden werden – inklusive echtem Dachsbau. Bergwanderer können diesen Weg mit dem Aufstieg zum Hausberg Hittisberg verbinden. Sehenswert ist auch das nahe gelegene Naturdenkmal Rappenfluh.

## Wirtschaft und Infrastruktur
Die Gemeinde ist von der Landwirtschaft, insbesondere der Almwirtschaft (81 Alpen im Gemeindegebiet), geprägt. Auch der Fremdenverkehr ist gut entwickelt. Von der gemeindlichen Gesamtfläche sind 19 % landwirtschaftliche Grundflächen, 35 % Alpen, 41 % Wald und 5 % sonstige Flächen.
Zu Hittisau gehört auch das Lecknertal mit gleichnamigem See, das von Ende Mai bis Mitte September agrarisch genutzt wird. Die Lecknerstraße ist oberhalb der Parzelle Höfle bis zum seenahen Parkplatz (15 Minuten Gehzeit) mautpflichtig.

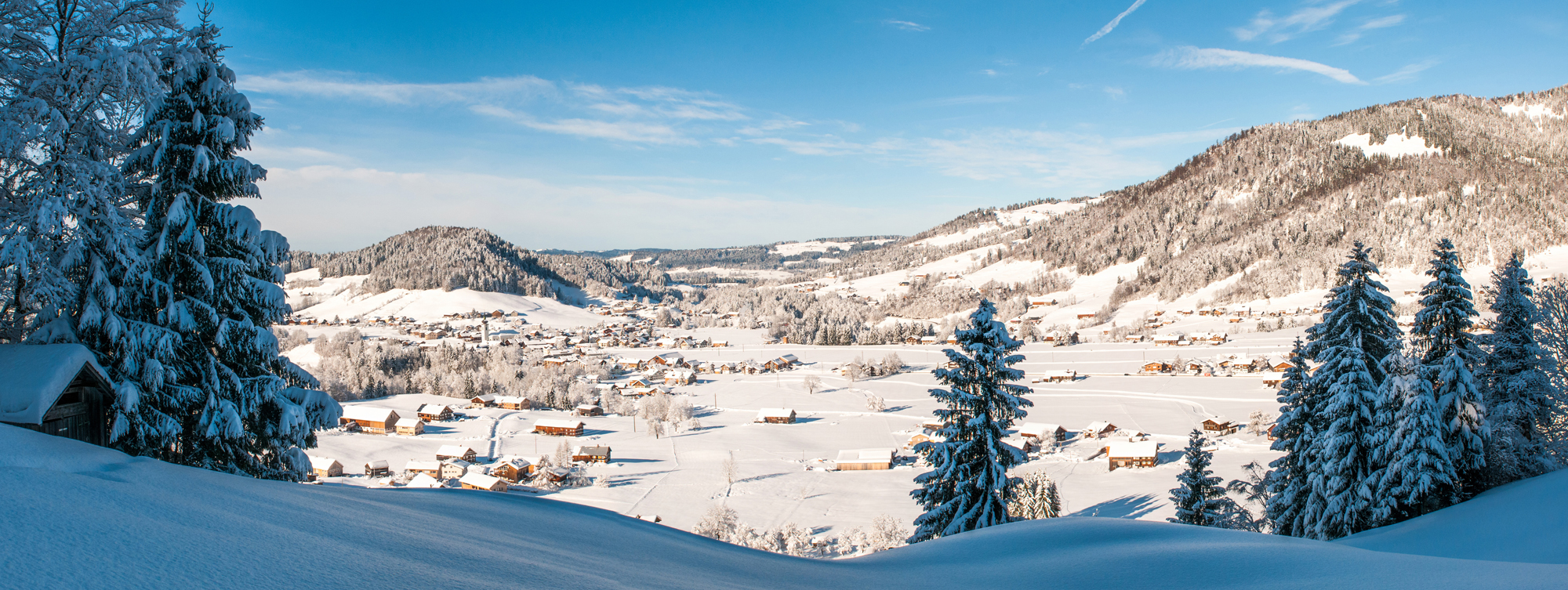
Panoramablick auf Hittisau im Winter

### Energie
Hittisau gehört zu den 24 Gemeinden in Österreich (Stand 2019), die mit der höchsten Auszeichnung des e5-Gemeinden Energieprojekts ausgezeichnet wurden. Das e5-Gemeinde-Projekt soll die Umsetzung einer modernen Energie- und Klimapolitik auf Gemeindeebene fördern.

## Politik

### Gemeindevertretung
In Vorarlberg wählen die Bürger alle fünf Jahre die Mitglieder der Gemeindevertretung durch Ankreuzen eines Listen-Wahlvorschlages bzw. durch Mehrheitswahl wenn kein Listenvorschlag vorliegt. Weiters den Bürgermeister durch Ankreuzen eines Wahlvorschlages.
Die Gemeindevertretung wählt in der konstituierenden Sitzung aus ihrer Mitte – sofern keine Wahl durch die Bürger zustande kam – gemäß § 61 Gemeindegesetz einen Bürgermeister und dann einen mindestens dreiköpfigen Gemeindevorstand. Die Zahl dieser „Gemeinderäte“ darf aber gemäß § 55 den vierten Teil der Zahl der Gemeindevertreter nicht übersteigen.
Der Bürgermeister führt den Vorsitz bei den generell öffentlichen Sitzungen der Gemeindevertretung, in denen kommunale Belange besprochen und Beschlüsse gefasst werden. Beobachter haben kein Mitspracherecht und kein Stimmrecht. Die Gemeindevertretung kann nach Bedarf Ausschüsse bestellen. Sitzungen des Gemeindevorstandes und der Ausschüsse sind nicht öffentlich.

#### Sitzverteilung nach den Wahlen
- Gemeindevertretungswahlen 1985: ÖVP 18.[10]
- Gemeindevertretungswahlen 1990: ÖVP 18.[11]
- Gemeindevertretungswahlen 1995: ÖVP - Offene Bürgerliste 18.[12]
- Gemeindevertretungswahlen 2000: Offene Bürgerliste - ÖVP Hittisau 18.[13]
- Gemeindevertretungswahlen 2005: OFFENE BÜRGERLISTE HITTISAU 18.[14]
- Gemeindevertretungswahlen 2010: Offene Bürgerliste Hittisau 18.[15]
- Gemeindevertretungswahlen 2015: Offene Liste Hittisau 18.[16]
- Gemeindevertretungswahlen 2020: Liste Hittisau 9, Für unser Dorf 9.[17]
- Gemeindevertretungswahlen 2025: Liste Hittisau 11, Zämma.Schaffa 10.[18]

### Bürgermeister
- 1945–1970 Leopold Nenning[19]
- 1970–1995 Anton Bilgeri (ÖVP)[19]

- 1995–2012 Konrad Schwarz (ÖVP)[19][20]
- 2012–2015 Klaus Schwarz[20][21]
- seit 7. April 2015 Gerhard Beer (Liste Hittisau)[21][22][23]

### Wappen
Der Gemeinde wurde 1930 folgendes Wappen verliehen: In einem blauen Schilde erhebt sich hinter einem nach rechts ansteigenden Rasenboden – zur Linken durch eine Wasserfläche in Form eines Ständers getrennt – ein unten beraster, oben bewaldeter Berg, hinter dem am rechten Schildesrande ein weiterer, durchwegs beraster Berg zu sehen ist. Auf dem Rasenboden steht am rechten Endpunkte der Wasserfläche eine hohe Tanne.

## Persönlichkeiten

### Mit Hittisau verbunden
- Doris Hager-Hämmerle (* 1970), Politikerin (NEOS), Nationalratsabgeordnete (2019), wohnt seit 2000 in Hittisau

### Söhne und Töchter der Gemeinde
- Josef von Bergmann (1796–1872), Direktor des Wiener Münzkabinetts
- Gottlieb Bechter (1872–1960), österreichischer Politiker (CSP), Armenhausverwalter und Landwirt
- Adolf Helbok (1883–1968), Historiker und Volkskundler
- Oskar Ospelt (1908–1988), liechtensteinischer Leichtathlet
- Edwin Fasching (1909–1957), Theologe
- Pius Lässer (1931–2023), Ingenieur und Unternehmer
- Wilfried Thaler (1934–2020), Radrennfahrer
- Hans Weiss (* 1950), Journalist und Autor
- Dietmar Eberle (* 1952), Architekt
- Sigrid Schelling (* 1976), Köchin

## Sonstiges
Alle zwei Jahre findet in Hittisau im Gemeindehaus der Abschlussappell der Übung Blue Flag – Fo(u)r Peace Central Europe statt. Zuletzt geschah dies im Juli 2018.